# Salle Harcha-Hacène
 (février 2024).
Si vous disposez d'ouvrages ou d'articles de référence ou si vous connaissez des sites web de qualité traitant du thème abordé ici, merci de compléter l'article en donnant les références utiles à sa vérifiabilité et en les liant à la section « Notes et références ».
La salle Harcha-Hacène (en arabe : قاعة حرشة حسان), est une salle omnisports située à Sidi M'Hamed (Alger) en Algerie. La capacité de l'arène est de 8 000 spectateurs. Elle accueille des manifestations sportives en intérieur comme le handball, le basket-ball, le volley-ball et accueille les matchs à domicile du MC Alger (handball). Elle a également accueilli de nombreuses compétitions internationales.

## Histoire
Parmi les événements sportifs importants ayant été disputées dans la salle, on trouve :
- Basket-ball
  - Championnat d'Afrique 1995
  - Championnat d'Afrique 2005
- Handball
  - Championnats d'Afrique des nations
    - féminin et masculin 1976
    - junior féminin et junior masculin 1986
    - féminin et masculin 1989
    - féminin et masculin 2000
    - féminin et masculin 2014

  - Handball aux Jeux africains de 2007
  - Finales
- Volley-ball
- Championnat du monde masculin des -19 ans 2005
- Championnat d'Afrique masculin 1993

| Date             | Sport       | Match                   | Résultat | Type                                      |
| ---------------- | ----------- | ----------------------- | -------- | ----------------------------------------- |
| 10 avril 1976    | handball    | Algérie - Tunisie       | 12 - 14  | Championnat d'Afrique 1976                |
| 12 avril 1976    | handball    | Algérie - Côte d'Ivoire | 29-18    | Championnat d'Afrique 1976                |
| 13 avril 1976    | handball    | Égypte - Sénégal        | 23-17    | Championnat d'Afrique 1976                |
| 14 avril 1976    | handball    | Algérie - Togo          | 31-24    | Championnat d'Afrique 1976                |
| 18 avril 1976    | handball    | Tunisie - Égypte        | 15-14    | Championnat d'Afrique 1976                |
| 18 avril 1976    | handball    | Algérie - Cameroun      | 24-17    | Championnat d'Afrique 1976                |
| 11 décembre 1995 | basket-ball | Algérie - Maroc         | 65 - 57  | Championnat d'Afrique 1995                |
| 12 décembre 1995 | basket-ball | Algérie - RD Congo      | 87 - 59  | Championnat d'Afrique 1995                |
| 14 décembre 1995 | basket-ball | Algérie - Côte d'Ivoire | 80 - 81  | Championnat d'Afrique 1995                |
| 15 décembre 1995 | basket-ball | Algérie - Nigeria       | 57 - 47  | Championnat d'Afrique 1995                |
| 17 décembre 1995 | basket-ball | Algérie - Sénégal       | 61 - 45  | Championnat d'Afrique 1995                |
| 18 décembre 1995 | basket-ball | Algérie - Nigeria       | 51 - 58  | Championnat d'Afrique 1995                |
| 22 avril 2000    | handball    | Algérie - Gabon         | 32 - 8   | Championnat d'Afrique 2000                |
| 24 avril 2000    | handball    | Algérie - Congo         | 21 - 8   | Championnat d'Afrique 2000                |
| 25 avril 2000    | handball    | Algérie - Égypte        | 20 - 22  | Championnat d'Afrique 2000                |
| 28 avril 2000    | handball    | Algérie - RD Congo      | 36 - 10  | Championnat d'Afrique 2000                |
| 29 avril 2000    | handball    | Algérie - Maroc         | 18 - 13  | Championnat d'Afrique 2000                |
| 1er mai 2000     | handball    | Algérie - Tunisie       | 13 - 11  | Championnat d'Afrique 2000                |
| 24 août 2005     | volley-ball | Algérie - Égypte        | 2 - 3    | Championnat du monde moins de 19 ans 2005 |
| 25 août 2005     | volley-ball | Algérie - Slovaquie     | 1 - 3    | Championnat du monde moins de 19 ans 2005 |
| 26 août 2005     | volley-ball | Algérie - Corée du Sud  | 0 - 3    | Championnat du monde moins de 19 ans 2005 |
| 16 janvier 2014  | handball    | Algérie - Nigeria       | 34 - 16  | Championnat d'Afrique 2014                |
| 17 janvier 2014  | handball    | Algérie - RD Congo      | 26 - 23  | Championnat d'Afrique 2014                |
| 18 janvier 2014  | handball    | Algérie - Angola        | 23 - 19  | Championnat d'Afrique 2014                |
| 20 janvier 2014  | handball    | Algérie - Congo         | 35 - 16  | Championnat d'Afrique 2014                |
| 21 janvier 2014  | handball    | Algérie - Maroc         | 26 - 19  | Championnat d'Afrique 2014                |
| 22 janvier 2014  | handball    | Algérie - Sénégal       | 44 - 29  | Championnat d'Afrique 2014                |
| 24 janvier 2014  | handball    | Algérie - Angola        | 27 - 23  | Championnat d'Afrique 2014                |
| 26 janvier 2014  | handball    | Algérie - Tunisie       | 25 - 21  | Championnat d'Afrique 2014                |